# گرنت کاردونه
گرنت کاردون، (به انگلیسی: Grant Cardone، زاده ۲۱ مه ۱۹۵۸) کارآفرین، استاد کارآفرینی و مدیرعامل مجموعه شرکت‌های کاردونه در آمریکایی است.